# Quận Anoka, Minnesota
Quận Anoka là một quận Minnesota, Hoa Kỳ. Quận lỵ đóng ở 6. Theo điều tra dân số năm 2000 của Cục Thống kê Dân số Hoa Kỳ, quận có dân số người 2.

## Địa lý
Theo Cục Thống kê Dân số Hoa Kỳ, quận có diện tích tổng cộng 1156 km2, trong đó có 59 km2 là diện tích mặt nước.

### Quận giáp ranh
- Quận Isanti (bắc)
- Quận Chisago (đông bắc)
- Quận Washington (đông nam)
- Quận Ramsey (đông nam)
- Quận Hennepin (tây nam)
- Quận Sherburne (tây bắc)

### Xa lộ
| - Interstate 35 - Interstate 35E - Interstate 35W - Interstate 694 - U.S. Highway 10 | - U.S. Highway 169 - Minnesota State Highway 47 - Minnesota State Highway 65 - Minnesota State Highway 242 - Minnesota State Highway 610 |

## Thông tin nhân khẩu
Theo điều tra dân số 2 năm 2000, quận đã có dân số 298.084 người, 106.428 hộ gia đình, và 79.395 gia đình sống trong quận hạt. Mật độ dân số là 704 người trên một dặm vuông (272/km ²). Có 108.091 đơn vị nhà ở mật độ trung bình là 255 trên một dặm vuông (99/km ²). Cơ cấu chủng tộc của quận gồm 93,64% người da trắng, 1,60% da đen hay Mỹ gốc Phi, 0,70% người Mỹ bản xứ, 1,69% châu Á, Thái Bình Dương 0,02%, 0,65% từ các chủng tộc khác, và 1,71% từ hai hoặc nhiều chủng tộc. 1,66% dân số là người Hispanic hay Latino thuộc một chủng tộc nào. 30,2% là gốc Đức, gốc Na Uy chiếm 14,3%, 9,0% gốc Thụy Điển, gốc Ailen 7,3% và 5,9% gốc Ba Lan theo điều tra dân số năm 2000.

There điều tra dân số Hoa Kỳ, quận có 106.428 hộ, trong đó 39,90% có trẻ em dưới 18 tuổi sống chung với họ, 60,70% là đôi vợ chồng sống với nhau, 9,80% có một chủ hộ nữ với chồng không có mặt, và 25,40% là các gia đình không. 19,30% hộ gia đình đã được tạo ra từ các cá nhân và 5,30% có người sống một mình 65 tuổi hoặc lớn tuổi hơn là người. Cỡ hộ trung bình là 2,77 và cỡ gia đình trung bình là 3,19.
Về cơ cấu độ tuổi, có 28,90% dưới độ tuổi 18, 8,30% 18-24, 34,10% 25-44, 21,60% từ 45 đến 64, và 7,10% từ 65 tuổi trở lên người. Độ tuổi trung bình là 34 năm. Đối với mỗi 100 nữ có 101,10 nam giới. Đối với mỗi 100 nữ 18 tuổi trở lên, đã có 99,30 nam giới.
Thu nhập trung bình cho một hộ gia đình trong quận đạt 57.754 USD, và thu nhập trung bình cho một gia đình là 64.261 USD. Phái nam có thu nhập trung bình 41.527 USD so với 30.534 USD của phái nữ. Thu nhập bình quân đầu người là 23.297 USD. Có 2,90% gia đình và 4,20% dân số sống dưới mức nghèo khổ, trong đó có 4,90% của những người dưới 18 tuổi và 4,50% của những người 65 tuổi hoặc hơn.